# Office des Émissions de timbres-poste
L’office des Émissions de timbres-poste, ou simplement office des Timbres-Poste (monégasque : ufiçi d’i Buli Pustali) et abrégé OETP, est un organisme de Monaco chargé de la création et de la diffusion des timbres postaux de la principauté.

## Histoire
Bien qu’un « office des Émissions de timbres » existe alors déjà, le service est juridiquement institué par l’ordonnance souveraine de Louis II en date du 6 novembre 1937,. En 2000, l’organisation est en lien avec un scandale où un circuit lucratif d’achat et de revent de timbres précieux auprès de La Poste française est mis au jour par la gendarmerie de Cannes, ce qui rapporterait plusieurs millions directement au prince.

## Organisation
L’office est une section du département des Finances et de l’Économie. Il a pour missions « la création, la diffusion, la vente, et la promotion des timbres-poste de Monaco, ainsi que l’organisation de l’exposition commerciale dans le cadre de MonacoPhil ». Deux cellules le composent : la cellule « Conception – Marketing » et la cellule « Comptabilité – Production ».

## Liste des directeurs
| Début de fonction | Fin de fonction  | Nom                             |
| ----------------- | ---------------- | ------------------------------- |
| 13 juillet 1961   | 1er février 1979 | Hyacinthe Chiavassa (1920-1989) |
| 10 juillet 1979   | 25 avril 1987    | Henri Crovetto                  |
| 5 juin 1987       | 18 novembre 1995 | Ruth Castellini (née Tandheim)  |
| 1er février 1996  |                  | Jean Fissore                    |
| 7 septembre 2007  |                  | Guy-Michel Crozet               |
| 1er janvier 2010  |                  | Magali Martini (épouse Vercesi) |
| 1er janvier 2016  | En cours         | Lara Terlizzi (épouse Enza)     |